# Brachyiulus
Brachyiulus är ett släkte av mångfotingar som beskrevs av Berlese 1884. Brachyiulus ingår i familjen kejsardubbelfotingar.

## Dottertaxa tillBrachyiulus, i alfabetisk ordning[1][2]
- Brachyiulus adanensis
- Brachyiulus annulatus
- Brachyiulus apfelbecki
- Brachyiulus argolicus
- Brachyiulus asiaeminoris
- Brachyiulus aydosius
- Brachyiulus bagnalli
- Brachyiulus banaticus
- Brachyiulus bivittatus
- Brachyiulus bosniensis
- Brachyiulus brachyurus
- Brachyiulus byzantinus
- Brachyiulus carniolensis
- Brachyiulus corcyraeus
- Brachyiulus curvifolii
- Brachyiulus curvifolius
- Brachyiulus dahli
- Brachyiulus dentatus
- Brachyiulus dioscoriadis
- Brachyiulus euphorbiarum
- Brachyiulus garganensis
- Brachyiulus gilvicollis
- Brachyiulus jawlowskii
- Brachyiulus karschi
- Brachyiulus klisurensis
- Brachyiulus kosswigi
- Brachyiulus latesquamosus
- Brachyiulus latzeli
- Brachyiulus lictor
- Brachyiulus lusitanus
- Brachyiulus pentheri
- Brachyiulus podabrus
- Brachyiulus pusillus
- Brachyiulus roseni
- Brachyiulus serratus
- Brachyiulus stuxbergi
- Brachyiulus syrensis
- Brachyiulus tetricus
- Brachyiulus turcicus
- Brachyiulus varibolinus
- Brachyiulus wolterstorffi